# Chiesa di San Martino (Livorno)
La chiesa di San Martino si trova a Livorno, nel quartiere di Salviano.
L'edificio, che racchiude resti di una pieve medioevale, è uno dei più antichi dell'intera città e il suo nome è ricordato dal letterato Carlo Bini (1806-1842) nel racconto Al popolo della Pieve di San Martino in Salviano.

## Storia
La storia della chiesa è direttamente collegata a quella del borgo di Salviano, antico villaggio rurale che solo nel XX secolo è stato definitivamente congiunto alla città di Livorno mediante la costruzione di nuovi insediamenti urbani nelle aree limitrofe.
La presenza della chiesa è attestata già intorno all'anno Mille; narra lo storico Giuseppe Piombanti che nel 1277 essa non dipendeva più dalla pieve di Limone, ma dalla scomparsa pieve di San Paolo all'Ardenza.
Si ritiene inoltre che la pieve di Salviano fosse consacrata a san Martino in quanto al medesimo santo erano intitolate le chiese ubicate lungo le vie di pellegrinaggio verso Roma; ciò sembrerebbe confermare la presenza di una strada di collegamento tra Porto Pisano e la prima via Aurelia, che peraltro, all'epoca, seguiva un percorso più interno.
Tuttavia, dopo un restauro eseguito nel 1668, in seguito all'incremento demografico della popolazione di Salviano si procedette, nel medesimo luogo, alla costruzione di un tempio più grande, consacrato nel 1781, che causò la perdita di gran parte della struttura originaria. Nel corso del Settecento fu edificata anche una nuova canonica e finalmente, con la costruzione dell'Archivio della Compagnia del SS. Sacramento nel 1843, il complesso religioso assunse la forma attuale.
Nel vicino cimitero, ampliato nel 1854, trovarono sepoltura personalità di rilievo, come Paolo Emilio Demi, la cui salma in seguito fu trasferita nel Famedio del Santuario di Montenero.

## Descrizione

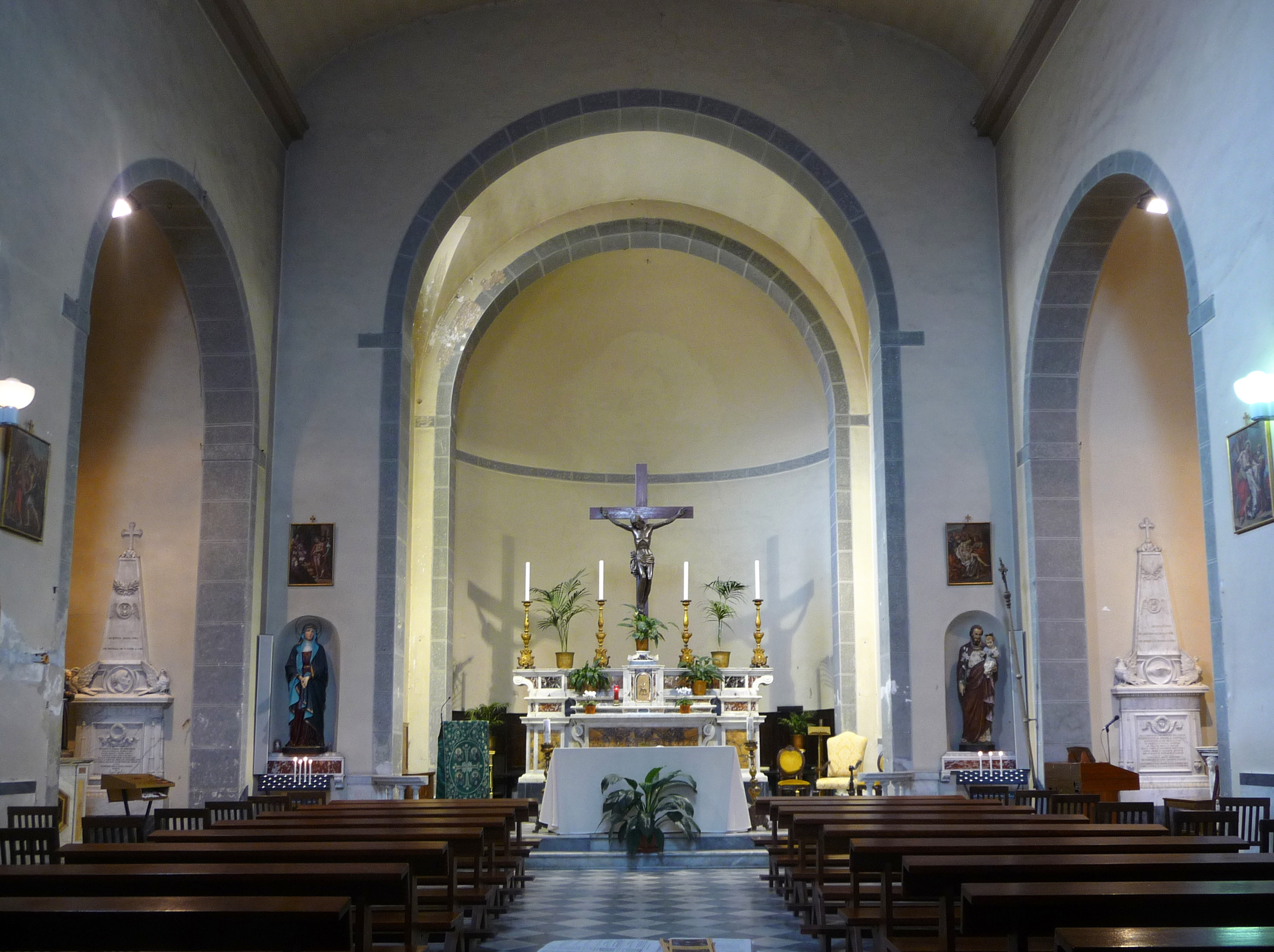
Interno della chiesa

Elemento di spicco della chiesa di San Martino è la presenza dell'antica abside del tempio medioevale, costruita in stile romanico ed inglobata nel fianco dell'attuale edificio, in corrispondenza del campanile.
L'abside originaria, rivolta verso oriente, è caratterizzata da semplici pietre squadrate ed è aperta da una stretta finestra monofora.
L'edificio settecentesco presenta una semplice facciata, aperta, alla sommità, da una grande finestra rettangolare: l'interno, a croce latina, è decorato in stile tardobarocco e conserva un'interessante tela seicentesca raffigurante la Madonna col Bambino tra i Santi Domenico e Antonio.
Sotto il pavimento, nel corso del 2007, sono state scoperte alcune tombe, probabilmente eseguite nel Cinquecento a causa della momentanea inagibilità dell'adiacente cimitero.